# George Washington Walker
George Washington Walker (19 de março de 1800 – 2 de fevereiro de 1859) foi um missionário Quaker britânico na Austrália.